# 弗劳赫公园
弗劳赫公园（Flaucheranlagen）是慕尼黑南部伊萨尔河畔的一个公园，位于森德灵区。弗劳赫公园在夏季是非常受欢迎的休闲地。